# 村田幸子
村田幸子（日语：／；1943年—）是日本的比较哲学和神秘主义研究家，石溪大学宗教和亚洲研究教授。她于2011年获颁古根海姆奖。

## 生平
村田幸子在千叶大学学习家庭法毕业后，在东京的一家律师事务所工作了一年，此后入学伊朗德黑兰大学。她是第一位在德黑兰大学学习伊斯兰教法学的女性，也是第一位非穆斯林。1971年，她获得了波斯文学博士，后又转到神学系进行研究。
1979年，在她获得了伊斯兰教法学的博士学位不久后，伊斯兰革命爆发在即，村田幸子与丈夫威廉·柴提克不得不赶在革命爆发前离开了伊朗。
她在离开伊朗后，在纽约州石溪的石溪大学任职，并在那里教授伊斯兰教、儒教、道教和佛教。

## 著作列表

### 作品
- Murata, Sachiko. . State University of New York Press. 23 March 1992  [2021-06-19]. ISBN 978-0-7914-0914-5. （原始内容存档于2021-07-05）.
- Murata, Sachiko. . SUNY Press. 2000  [2021-06-19]. ISBN 978-0-7914-4637-9. （原始内容存档于2021-07-04）.
- Murata, Sachiko; Chittick, William. . Paragon House. 1994. ISBN 978-1-55778-516-9.
- Murata, Sachiko. . Harvard University Asia Center. 2009  [2021-06-19]. ISBN 9780674033252. （原始内容存档于2021-07-07）.
- Murata, Sachiko. . CreateSpace Independent Publishing Platform. 2015  [2021-06-19]. ISBN 978-1-5191-4192-7. （原始内容存档于2021-07-03）.

### 译书
- Murata, Sachiko. . 岩波書店. 1985  [2021-06-19]. ISBN 978-4-00-004656-5. （原始内容存档于2021-07-01）.

## 脚注
1. ↑  Nasr, Seyyed Hossein. . Hahn, Lewis Edwin; Auxier, Randall E.; Stone Jr., Lucian W.  (编). . Open Court. 2000: 61. ISBN 978-0812694147.
2. ↑  .   [2011-06-17]. （原始内容存档于2011-06-05）.
3. ↑  .   [2011-06-17]. （原始内容存档于2011-08-05）.
4. ↑  .   [2011-06-17]. （原始内容存档于2011-04-16）.
5. ↑  . www.stonybrook.edu.   [2021-01-04]. （原始内容存档于2021-06-24） （英语）.